# 공격 (바둑)
공격은 상대방의 미생마를 잡을 듯이 몰아가거나 주변에서 위협을 가하는 것이다. 날일자, 모자 씌우기, 협공, 기대기 등 다양한 수단이 쓰인다.